# Malmgreniella castanea
Malmgreniella castanea är en ringmaskart som först beskrevs av McIntosh 1876.  Malmgreniella castanea ingår i släktet Malmgreniella och familjen Polynoidae. Arten är reproducerande i Sverige. Inga underarter finns listade i Catalogue of Life.